# برنارد ماغواير
برنارد ماغواير (بالإنجليزية: Bernard A. Maguire)‏ (و. 1818 – 1886 م) هو قسيس، ومدير أكاديمي، ومبشر من الولايات المتحدة، والمملكة المتحدة لبريطانيا العظمى وأيرلندا، ولد في Edgeworthstown ‏، توفي في St. Joseph's Hospital ‏، عن عمر يناهز 68 عاماً.

## مناصب
تولى منصب
- parochus  [لغات أخرى]‏، St. Aloysius Church (Washington, D.C.) [الإنجليزية]‏ يوليو 1870–مايو 1875
- President of Georgetown University ‏ 1 يناير 1866–يوليو 1870
- President of Georgetown University ‏ 25 يناير 1853–5 أكتوبر 1858

.

## التعليم
تعلم في St. Stanislaus Novitiate ‏ 20 سبتمبر 1837–1839، وتعلم في جامعة جورجتاون، وتعلم في Saint John's Catholic Prep (Maryland) ‏
.